# Tirana (distrito)
Tiranë (albanês: Rrethi i Tiranës) é um dos 36 distritos da Albânia localizado na prefeitura de Tirana. Sua capital é a cidade de Tirana. Está no centro do país. Outras localidades neste distrito incluem Kamzë e Vorë.
O atual prefeito de Tirana é Edi Rama.
pertence a uniao europeia